# Marie-Louise Bruyère
Marie-Louise Bruyère (także: Madame Bruyère, ur. 1884 we Francji, zm. po 1959) – francuska projektantka mody lat 30., 40., i 50. XX wieku.

## Życiorys
W 1928 otworzyła własny sklep w Paryżu. Sprzedawała swoje produkty również w innych krajach. Jej kreacje cieszyły się szczególnym powodzeniem w Stanach Zjednoczonych. Znana była w dużej mierze z dobrze dopasowywanych do sylwetki garniturów. W czasach, gdy Christian Dior wprowadzał w świecie mody nowy styl, Bruyère pozostała wierna prostej tradycji, uważając wygodę za bardzo ważny atut ubrania. W latach 50. rozpoczęła projektowanie gotowej odzieży dla domów handlowych w Stanach Zjednoczonych. 